# ガーズィヤーバード
ガーズィヤーバード（ヒンディー語: गाज़ियाबाद、ウルドゥー語: غازی آباد、英語: Ghaziabad）は、インドのウッタル・プラデーシュ州にある工業都市である。ガーズィヤーバード県の県都でもある。デリーの衛星都市となっている。人口は約236万人。

## 概要
デリーの東部に位置する衛星都市であると同時に、ウッタル・プラデーシュ州では、ラクナウ、カーンプルに次ぐ人口第3位、工業都市では第2位の都市である。

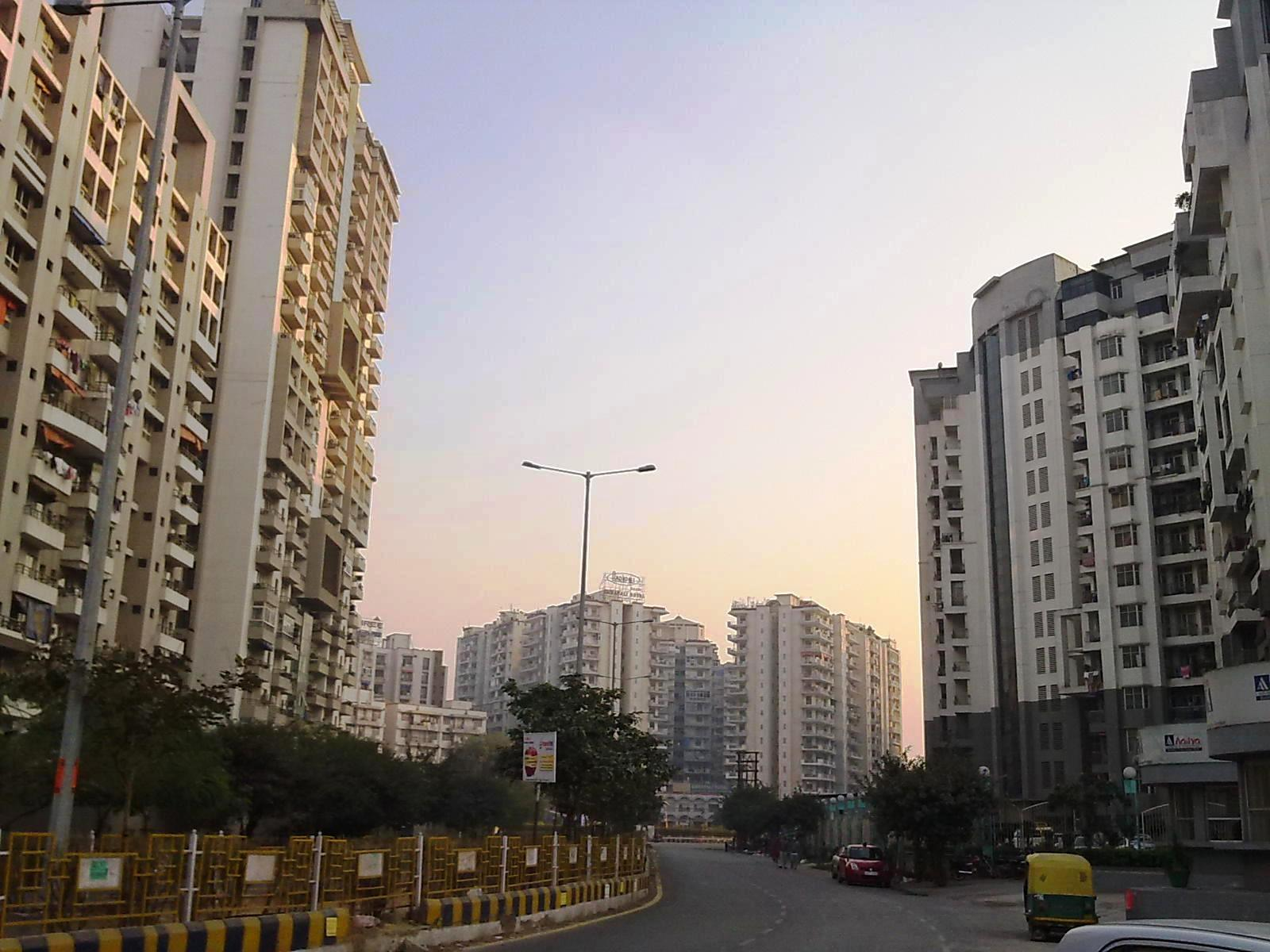
ガーズィヤーバードの高層ビルと夕焼け
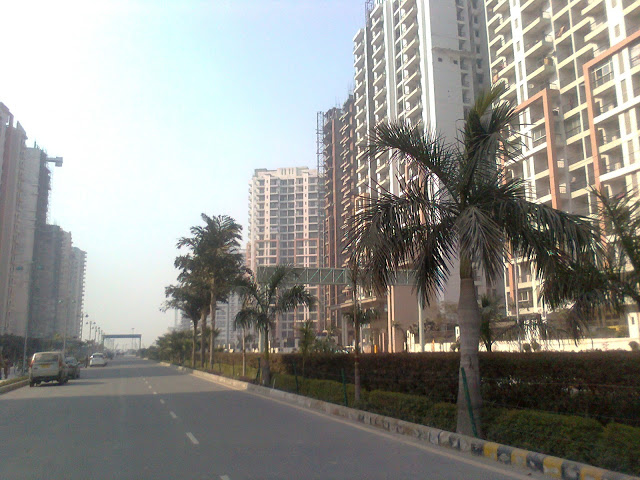
ナショナルハイウェイ24号線と高層マンション群

## 地理
デリーの東19キロメートル、メーラトの西南46キロメートルに位置する。

## 経済

### 産業
主な産業として、研磨剤や鉄鋼業やセントラルエレエクトリックリミテッドなどのエレクトロニクス産業が盛んな都市である。

## 交通

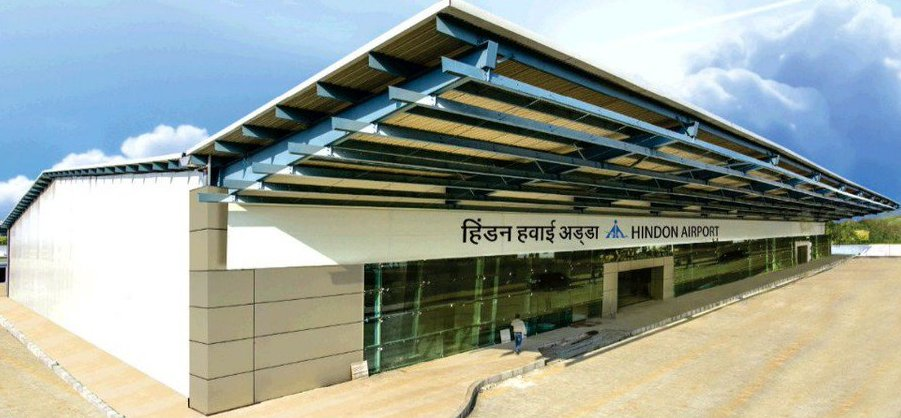
ヒンドン空港

### 空港
最寄りの国際空港は、インディラ・ガンディー国際空港である。市内にはインド空軍のヒンドン空港が所在する。

### 鉄道
地下鉄
デリーメトロ
- ブルーライン東ルート
  - バイシャリ駅 - カウシャンビ駅から分岐して、東ルートへ行くと到着する終点駅。

### 道路

#### 高速道路
- ナショナルハイウェイ24号線が市街地を通っている。